# Heliotropium kurtzii
Heliotropium kurtzii är en strävbladig växtart som beskrevs av Gangui. Heliotropium kurtzii ingår i Heliotropsläktet som ingår i familjen strävbladiga växter. Inga underarter finns listade i Catalogue of Life.